# Nokia 800 Tough
El Nokia 800 Tough es un teléfono móvil de la marca Nokia desarrollado por HMD Global. Se presentó en IFA 2019 junto con el Nokia 110 (2019), Nokia 2720 Flip, Nokia 6.2 y Nokia 7.2. Fue precedido por el Nokia 2720 Flip.
El dispositivo puede sobrevivir a una caída de hasta 1,8 metros de altura, tiene clasificación IP68 y cumple con el estándar MIL-STD-810G. Funciona con el sistema operativo KaiOS y tiene una batería no extraíble con una capacidad de 2100 mAh.
El dispositivo tiene un reproductor MP3/WAV/AAC/MP4/H.264, escritura predictiva T9, admite aplicaciones SNS (servicio de redes sociales) como WhatsApp, Facebook y Google Assistant.
En febrero de 2020, el dispositivo recibió un premio iF Design Award 2020 otorgado por iF International Forum Design.